# Baie d'Ampasindava
La baie d'Ambasindava est une baie de la côte nord-ouest de Madagascar, partie du canal du Mozambique. L'embouchure de la rivière Sambirano se trouve dans cette baie.